# 청명초등학교 (전북)
청명초등학교는 대한민국 전북특별자치도 완주군에 있는 공립 초등학교이다.

## 학교 연혁
- 1968.04.03. 개교(태봉초등학교 덕천분교)
- 1971.03.01. 청명국민학교로 승격 인가
- 1984.04.08. 청명국민학교 병설유치원 개원
- 1996.03.01. 청명초등학교로 개명
- 2015.02.10. 제44회 졸업(총 인원 1269명)
- 2015.03.02. 초7학급. 유1학급 편성
- 2015.09.01. 제16대 김진섭 교장선생님 부임

## 참고 자료
- 청명초등학교 - 한국교육학술정보원 학교알리미